# تشارلز د. أندرسون
تشارلز د. أندرسون (بالإنجليزية: Charles D. Anderson)‏ هو ضابط أمريكي، ولد في 22 مايو 1827 في مقاطعة ديكالب في الولايات المتحدة، وتوفي في 22 فبراير 1901 في فورت فالي في الولايات المتحدة.